# Ampara (Distrikt)
Koordinaten: 7° 17′ N, 81° 40′ O
Ampara (singhalesisch අම්පාර දිස්ත්‍රික්කය amipāra distrikkaya; Tamil அம்பாறை மாவட்டம் Ampāṟai māvaṭṭam) ist ein Distrikt in der Ostprovinz in Sri Lanka. Der Hauptort ist Ampara.

## Geografie
Der Distrikt Ampara liegt mehrheitlich im südöstlichen Küstenland und teilweise im östlichen Binnenland Sri Lankas und gehört zur Ostprovinz. Nachbardistrikte sind Polonnaruwa und Batticaloa im Norden, Matale, Badulla und Moneragala im Westen, Hambantota im Süden und der Indische Ozean im Osten.
Der Distrikt Ampara hat eine Fläche von 4415 Quadratkilometern (davon 4222 Quadratkilometer Land und 193 Quadratkilometer Binnengewässer). Damit ist er der flächenmäßig viertgrößte Distrikt Sri Lankas.

## Bevölkerung
Nach der Volkszählung 2012 hat der Distrikt Ampara 649.402 Einwohner. Mit 154 Einwohnern pro Quadratkilometer liegt die Bevölkerungsdichte deutlich unter dem Durchschnitt Sri Lankas (325 Einwohner pro Quadratkilometer). Von den Bewohnern waren 314.352 (48,41 %) männlichen und 335.050 (51,59 %) weiblichen Geschlechts. Die Bevölkerung ist ausgesprochen jung. Dies verdeutlicht ein Blick auf die Altersverteilung.
| Alter  | 0–9 Jahre | 10–19 Jahre | 20–29 Jahre | 30–39 Jahre | 40–49 Jahre | 50–59 Jahre | 60–79 Jahre | 80 Jahre und mehr |
| Anzahl | 131.294   | 121.028     | 104.828     | 95.308      | 82.107      | 61.974      | 48.885      | 3.978             |
| Anteil | 20,22 %   | 18,63 %     | 16,14 %     | 14,68 %     | 12,64 %     | 9,54 %      | 7,53 %      | 0,61 %            |

### Bevölkerung des Distrikts nach Volksgruppen
Eine relative Mehrheit der Einwohner des Distrikts Ampara sind Moors oder tamilischsprachige Muslime. Daneben gibt es große Minderheitgruppen von Singhalesen und Tamilen. Die Volksgruppe der Singhalesen ist seit der Unabhängigkeit stärker gewachsen (1963–2012: +307 %) als die der Moors (+189 %) und Tamilen (+129 %). In den zwanzig Verwaltungseinheiten sind die Moors in acht, die Singhalesen in sieben und die Tamilen in fünf in der Mehrheit. Der Distrikt ist in drei dieser Gebiete stark ethnisch gemischt; die anderen 17 haben klare ethnische Mehrheiten.
| Jahr                                                                         | Moors1  | Moors1  | Singhalesen2 | Singhalesen2 | Sri-Lanka-Tamilen3 | Sri-Lanka-Tamilen3 | Tamilen aus Indien3 | Tamilen aus Indien3 | Burgher | Burgher | Malaien | Malaien | Andere4 | Andere4 | Gesamt  | Gesamt   |
| Jahr                                                                         | Zahl    | %       | Zahl         | %            | Zahl               | %                  | Zahl                | %                   | Zahl    | %       | Zahl    | %       | Zahl    | %       | Zahl    | %        |
| ---------------------------------------------------------------------------- | ------- | ------- | ------------ | ------------ | ------------------ | ------------------ | ------------------- | ------------------- | ------- | ------- | ------- | ------- | ------- | ------- | ------- | -------- |
| 1963                                                                         | 97.621  | 46,11 % | 61.996       | 29,28 %      | 49.185             | 23,23 %            | 1.312               | 0,62 %              | k.Ang.  | ?       | k. Ang. | ?       | 1.618   | 0,76 %  | 211.732 | 100,00 % |
| 1971                                                                         | 126.365 | 46,35 % | 82.280       | 30,18 %      | 60.519             | 22,20 %            | 1.771               | 0,65 %              | k.Ang.  | ?       | k. Ang. | ?       | 1.670   | 0,61 %  | 272.605 | 100,00 % |
| 1981                                                                         | 161.568 | 41,54 % | 146.943      | 37,78 %      | 77.826             | 20,01 %            | 1.411               | 0,36 %              | 697     | 0,18 %  | 168     | 0,04 %  | 357     | 0,09 %  | 388.970 | 100,00 % |
| 2001                                                                         | 244.620 | 41,25 % | 236.583      | 39,90 %      | 109.188            | 18,41 %            | 715                 | 0,12 %              | 1.184   | 0,20 %  | 225     | 0,04 %  | 482     | 0,08 %  | 592.997 | 100,00 % |
| 2007                                                                         | 268.630 | 43,99 % | 228.938      | 37,49 %      | 111.948            | 18,33 %            | 58                  | 0,01 %              | 929     | 0,15 %  | 163     | 0,03 %  | 53      | 0,01 %  | 610.719 | 100,00 % |
| 2012                                                                         | 281.702 | 43,38 % | 252.458      | 38,88 %      | 112.457            | 17,32 %            | 846                 | 0,13 %              | 1.036   | 0,16 %  | 187     | 0,03 %  | 716     | 0,11 %  | 649.402 | 100,00 % |
| Quelle: Volkszählungen Sri Lanka 1963 bis 2001 und 2012; Spezialzählung 2007 |         |         |              |              |                    |                    |                     |                     |         |         |         |         |         |         |         |          |

1 nur sri-lankische Moors2 Tiefland- und Kandy-Singhalesen zusammen3 Sri-Lanka-Tamilen und indische Tamilen separat 4 davon: 1963 und 1971 mit den Burghern und Malaien; 2001: 136 Sri Lanka Chetties und 19 Bharathas; 2012: 5 Sri Lanka Chetties und kein Bharatha 

### Bevölkerung des Distrikts nach Bekenntnissen
Fast alle singhalesischen Einwohner Amparas hängen dem Buddhismus an, während die Moors und Malaien sich allesamt zum Islam bekennen. Während der Hinduismus, dem die Mehrheit der Tamilen angehört, eine bedeutende Anhängerschaft hat, ist das Christentum, dem eine Minderheit der Tamilen und die Burgher angehören, nur eine kleine Minderheitenreligion.

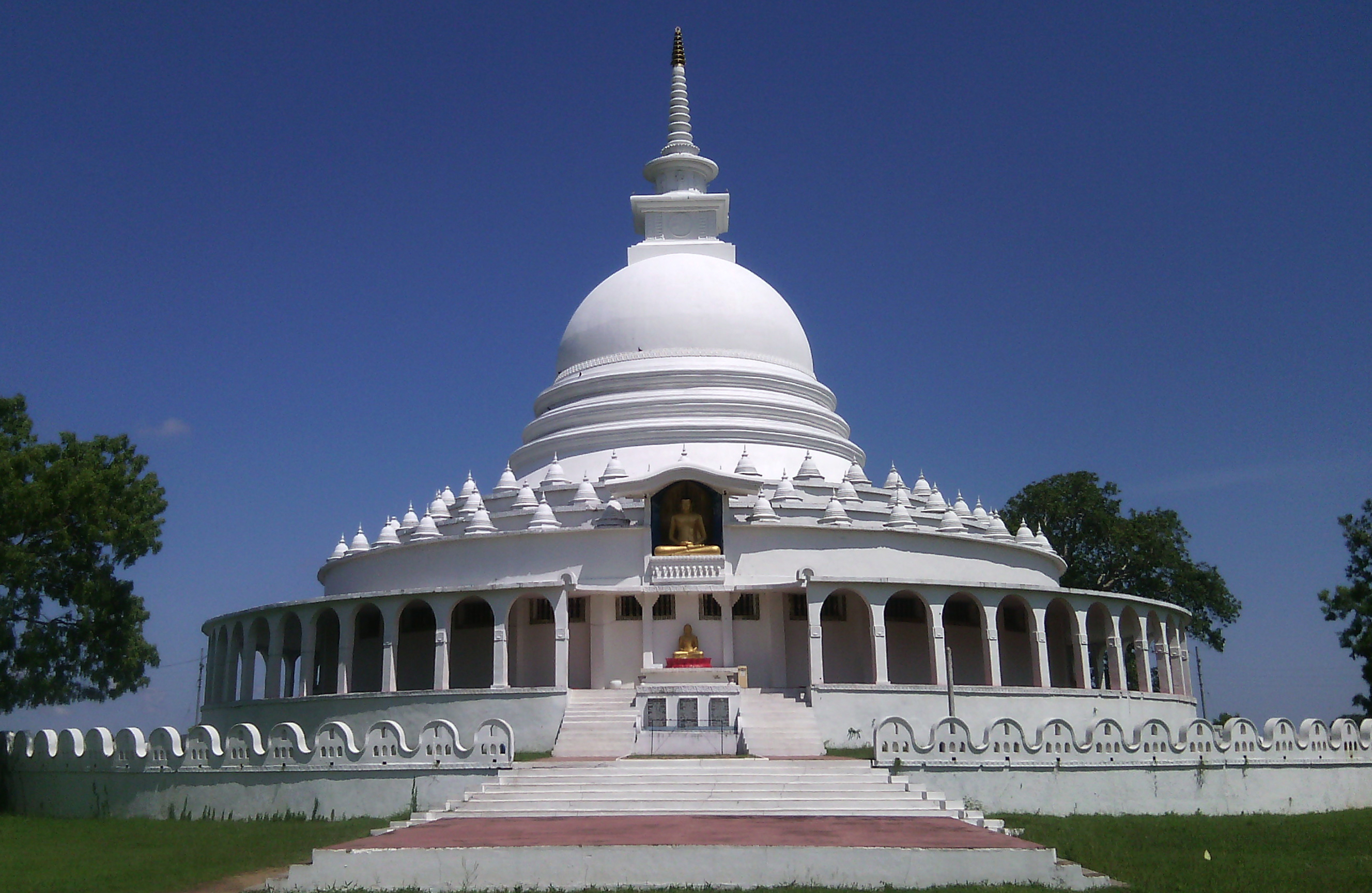
Friedenspagode in Ampara

| Jahr                                                    | Buddhisten | Buddhisten | Hindus  | Hindus  | Muslime | Muslime | Katholiken | Katholiken | andere Christen | andere Christen | Andere | Andere | Gesamt  | Gesamt   |
| Jahr                                                    | Zahl       | %          | Zahl    | %       | Zahl    | %       | Zahl       | %          | Zahl            | %               | Zahl   | %      | Zahl    | %        |
| ------------------------------------------------------- | ---------- | ---------- | ------- | ------- | ------- | ------- | ---------- | ---------- | --------------- | --------------- | ------ | ------ | ------- | -------- |
| 1981                                                    | 145.687    | 37,45 %    | 72.809  | 18,72 % | 162.140 | 41,68 % | 5.643      | 1,45 %     | 2.387           | 0,61 %          | 304    | 0,08 % | 388.970 | 100,00 % |
| 2001                                                    | 235.652    | 39,74 %    | 100.213 | 16,90 % | 245.179 | 41,35 % | 7.816      | 1,32 %     | 3.969           | 0,67 %          | 168    | 0,03 % | 592.997 | 100,00 % |
| 2012                                                    | 251.427    | 38,72 %    | 102.829 | 15,83 % | 281.987 | 43,42 % | 7.588      | 1,17 %     | 5.541           | 0,85 %          | 30     | 0,00 % | 649.402 | 100,00 % |
| Quelle: Volkszählungen in Sri Lanka 1981, 2001 und 2012 |            |            |         |         |         |         |            |            |                 |                 |        |        |         |          |

### Bevölkerungsentwicklung
Die Bevölkerung des Distrikts wächst stark. Im Zeitraum von 2001 bis 2012 (den beiden letzten Volkszählungsjahren) betrug der Zuwachs 56.405 Menschen. Dies ist ein Wachstum von 9,51 %. Seit 1963 hat sich die Bevölkerung mehr als verdreifacht.

### Bedeutende Orte
Einzige große Orte sind Akkaraipattu, Ampara und Kalmunai.

## Geschichte
Der Distrikt ist eine Neugründung der Nachkriegszeit. Er entstand 1958 aus Teilen des bisherigen Distrikts Batticaloa. Der Tsunami von 2004 forderte von allen Distrikten Sri Lankas im Distrikt Ampara die weitaus höchste Zahl von Todesopfern, 10 436 Menschen kamen allein im Distrikt Ampara ums Leben.

## Lokalverwaltung
Der Vorsteher des Distrikts trägt den Titel District Secretary. Der Distrikt ist weiter in zwanzig Divisionen (unter einem Division Secretary) unterteilt. Die Städte und größeren Orte haben eine eigene Verwaltung (Gemeindeparlament oder Gemeinderat). Es gibt 503 Dorfverwaltungen (Grama Niladharis) für die 614 Dörfer im gesamten Distrikt.
| Name            | Hauptort        | Einwohner 2012 | Fläche in km² | Dichte | GN  | Dörfer |
| Addalachchenai  | Addalachchenai  | 41.968         | 52.5          | 799    | 32  | 20     |
| Akkaraipattu    | Akkaraipattu    | 39.166         | 102.2         | 383    | 28  | 11     |
| Alayadiwembu    | Alayadiwembu    | 22.458         | 127.5         | 176    | 22  | 25     |
| Ampara          | Ampara          | 43.829         | 225           | 195    | 22  | 29     |
| Damana          | Damana          | 38.692         | 426.2         | 91     | 33  | 81     |
| Dehiattakandiya | Dehiattakandiya | 60.178         | 432.5         | 139    | 13  | 47     |
| Irakkamam       | Irakkamam       | 14.383         | 84.3          | 171    | 12  | 24     |
| Kalmunai        | Kalmunai        | 44.632         | k.Ang.5       | unb.   | 29  | 7      |
| Kalmunai Tamil  | Kalmunai Tamil  | 29.800         | k.Ang.5       | unb.   | 29  | 5      |
| Karaitivu       | Karaitivu       | 16.839         | 31.3          | 538    | 17  | 18     |
| Lahugala        | Lahugala        | 8.914          | 616.9         | 14     | 12  | 19     |
| Mahaoya         | Mahaoya         | 20.828         | 583.6         | 36     | 17  | 73     |
| Navithanveli    | Navithanveli    | 18.727         | 57.7          | 325    | 20  | 21     |
| Ninthavur       | Ninthavur       | 26.361         | 55.6          | 474    | 25  | 9      |
| Padiyathalawa   | Padiyathalawa   | 18.290         | 464.4         | 39     | 20  | 75     |
| Pothuvil        | Pottuvil        | 34.809         | 367.5         | 95     | 27  | 36     |
| Sainthamarathu  | Sainthamarathu  | 25.461         | 6             | 4.244  | 17  | 1      |
| Samanthurai     | Samanthurai     | 60.465         | 114.7         | 527    | 51  | 37     |
| Thirukkovil     | Thirukkovil     | 25.277         | 190.6         | 133    | 22  | 11     |
| Uhana           | Uhana           | 58.325         | 415.6         | 140    | 55  | 65     |
| Distrikt Ampara | Ampara          | 649.402        | 4.222         | 154    | 503 | 614    |

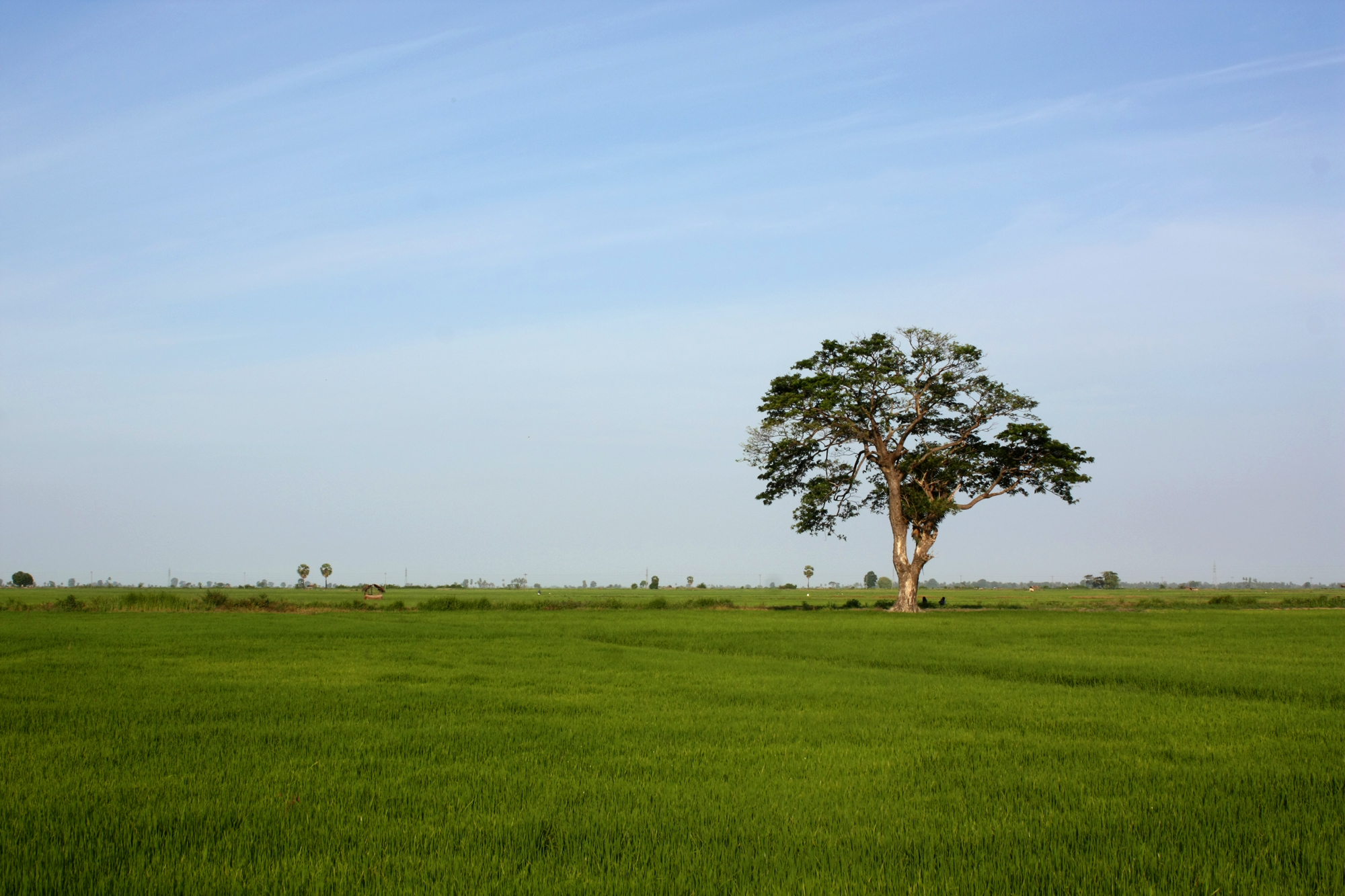
Reisfeld bei Sammanthurai

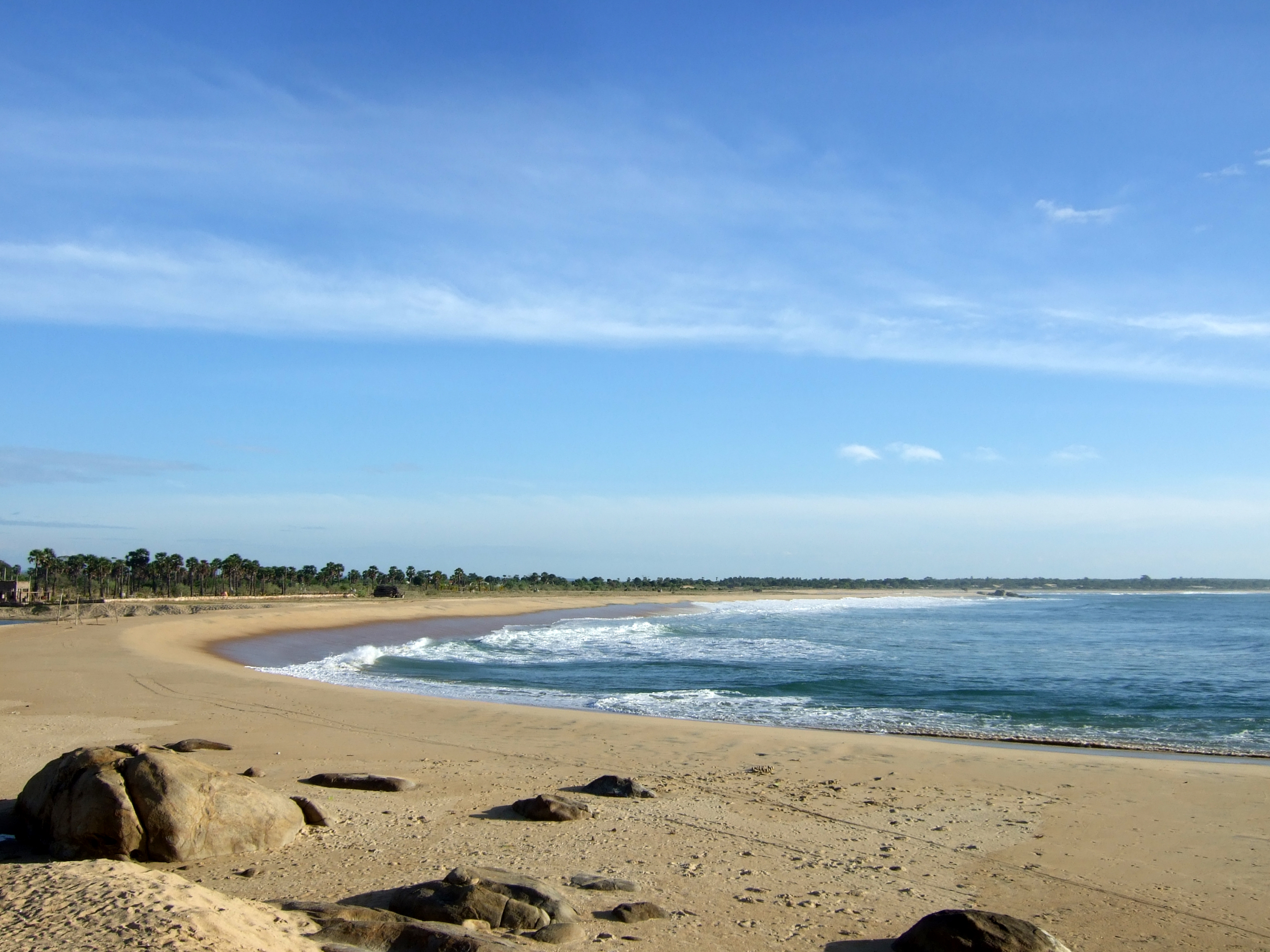
Der Strand von Pottuvil Point

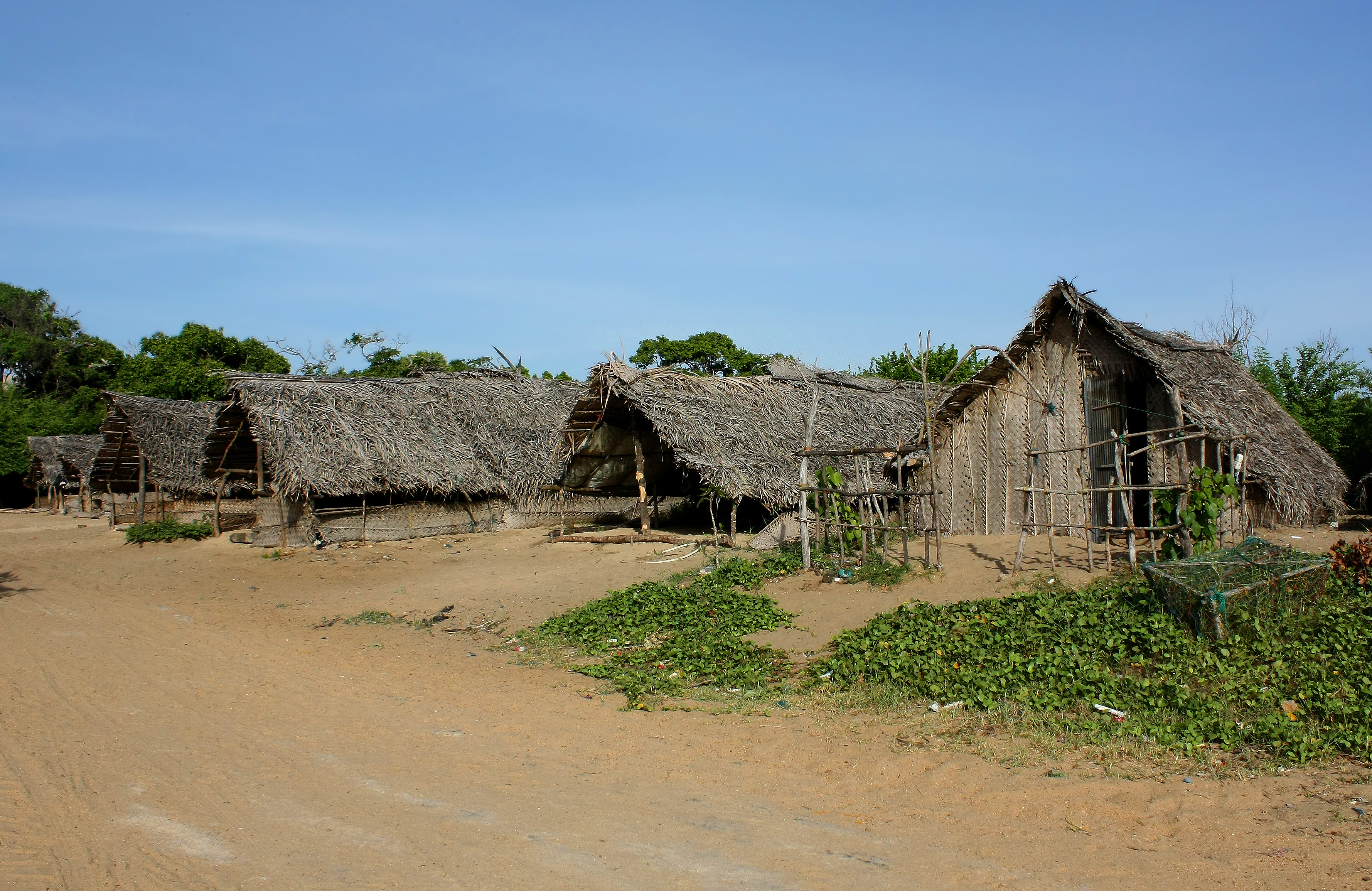
Fischerhütten

5Kalmunai und Kalmunai Tamil zusammen 60,9 km²; ergibt im Schnitt eine Dichte von 1.222 Personen/km²